# Eurhinosaurus
Genre
Eurhinosaurus (« lézard au gros nez ») est un genre d'ichthyosaures du Jurassique inférieur de l'Europe, plus précisément de l'Angleterre, de l'Allemagne, des Pays-Bas, de la France et de la Suisse. Les plus grands spécimens ayant été découverts jusqu'à présent mesurent jusqu'à six mètres de long.
En l'état actuel de la systématique, de la taxonomie et de la nomenclature, Eurhinosaurus longirostris est la seule espèce attribuée au genre Eurhinosaurus.

## Galerie

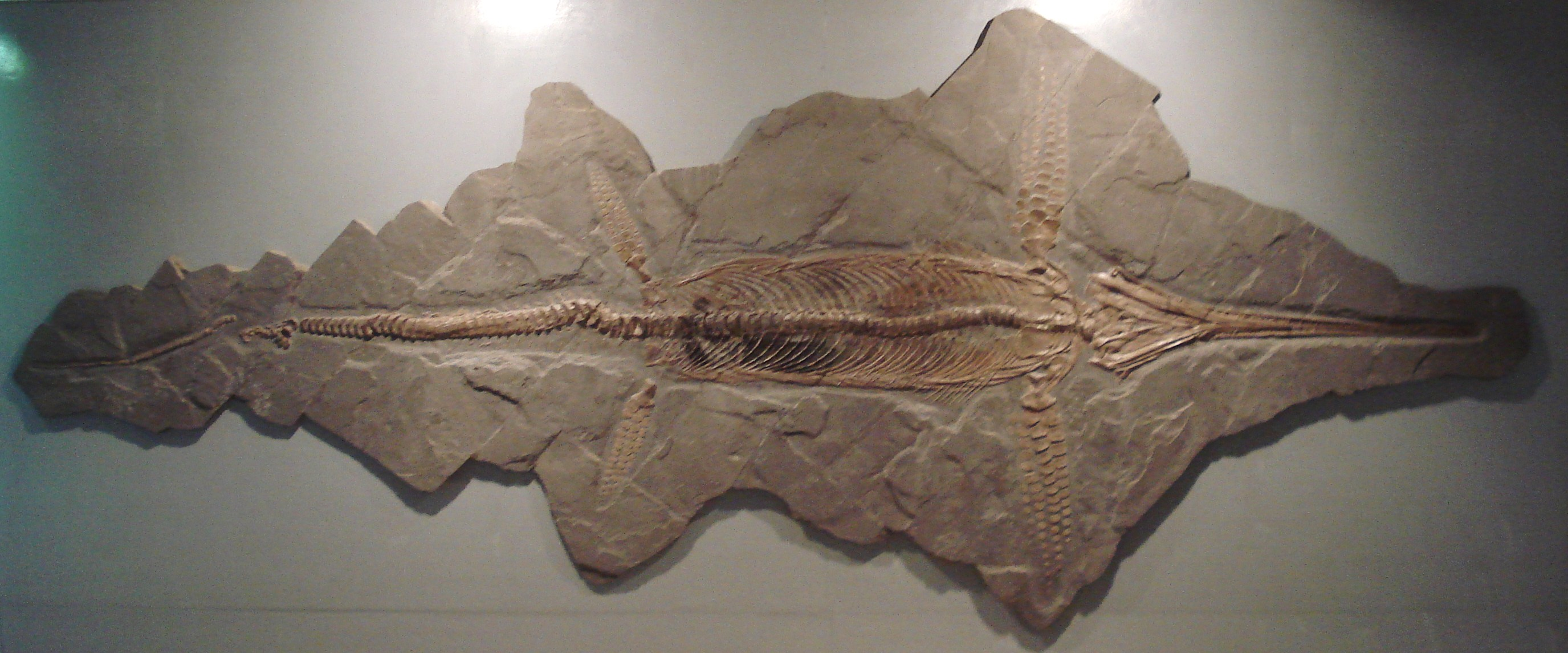
Spécimen dégagé en vue ventrale.
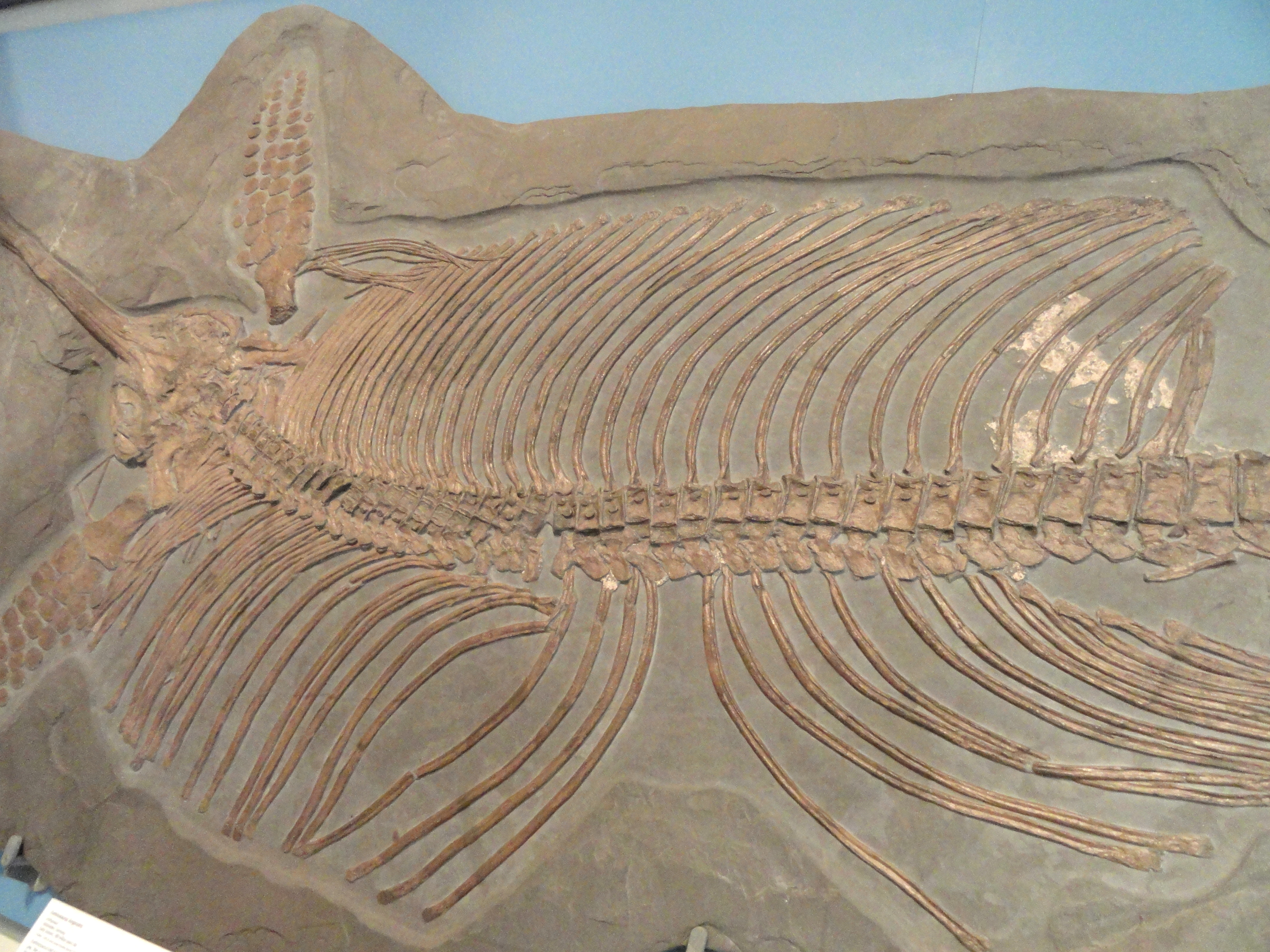
Spécimen dégagé en vue dorsale.
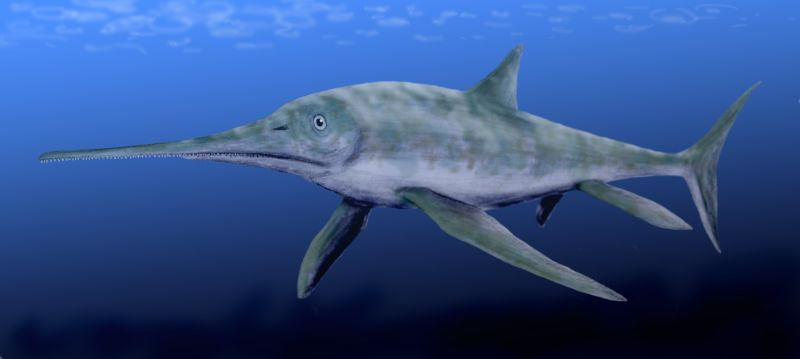
Restitution d'un Eurhinosaure dans son milieu par le paléoartiste Nobu Tamura.